# Герб Коруше
Ге́рб Кору́ше — офіційний символ містечка Коруше, Португалія. Використовується як територіальний герб. У золотому щиті червона вежа зі срібними вікнами і брамою. Обабіч неї дві зелені сосни з чорними стовбурами, на яких сидять дві сови натурального кольору, обернені одна до одної. У главі щита — зелений Авіський хрест. Щит увінчує срібна мурована містечкова корона з чотирма вежами.  Під щитом біла стрічка, на якій великими літерами напис португальською: «vila de Coruche» (містечко Коруше).  Офіційно затверджений 11 червня 1934 року.  

## Галерея

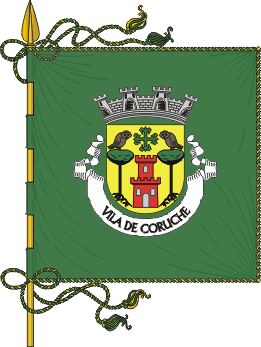
Прапор